# 블러시 (음악 그룹)
블러시(Blush)는 아시아 출신의 팝 음악 걸 그룹이다. 멤버 다섯 명은 모두 아시아인들인데, 각각 한국, 일본, 홍콩, 인도, 필리핀 출신이다. 미국의 파워스트 엔터테인먼트가 아시아의 음악을 미국에서 알리는 것 뿐만아니라 아시아의 스파이스 걸스를 만든다는 목적으로 결성되었다. 이들은 미국에서 활동하는만큼 영어로 노래를 부른다. 이들 멤버들은 2010년 11월부터 홍콩에서 열린 《프로젝트 로토스》라는 오디션을 통해 뽑혔다. 이후 2011년 스눕 독이 피처링으로 참여한 데뷔 싱글 "Undivided"과 두 번째 싱글 "Dance On"으로 빌보드 핫 댄스 클럽 플레이차트에서 각각 3위와 1위를 했다.

## 활동 내용
멤버들은 2010년 홍콩에서 열린 《프로젝트 로토스》라는 오디션을 통해 뽑혔다. 이 프로그램은 채널 V를 통해 방영되기도 했다. 블러시는 현재까지 두 장의 싱글을 발표했는데, "Undivided"와 "Dance On"이다. 블러시는 또한 저스틴 비버, 파 이스트 무브먼트, 비오비, 블랙 아이드 피스, 제시 제이, 다이애나 로스등과 같은 팝 가수 콘서트의 오프닝 무대로 서기도했다. 블러시는 2012년 첫 EP 앨범이자 데뷔 앨범 The Undivided EP를 발매할 예정이다. 2012년 6월 27일에는 한국 서울의 한 클럽에서 공연을 펼쳐 내한을 오기도 했다.

## 음반 목록
EP
- 2012: The Undivided EP

싱글
- 2011: "Undivided"
- 2011: "Dance On"
- 2012: "All Stars"